# کریمو
روستای کریمو، از توابع بخش مرکزی شهرستان سرایان است. بر اساس سرشماری سال ۱۳۹۰، جمعیت این روستا ۷۴۲ نفر بوده‌است.
براساس لغت نامه دهخدا، کریموی دهی است از بخش حومه شهرستان فردوس، دارای بیش از ۶۴۴ تن سکنه می‌باشد. محصولاتش زعفران، بادام، گردو، زیره، ابریشم و پنبه است.

## موقعیت
کریمو در فاصله ۳۵ کیلومتری جنوب شهر فردوس ، ۳۰ کیلومتری شمال سرایان و ۲۲ کیلومتری شهر کاخک از توابع استان خراسان رضوی قرار دارد.کریمو مرز بین خراسان جنوبی و رضوی است.مردمش به گویش تونی صحبت می کنند.

## گردشگری

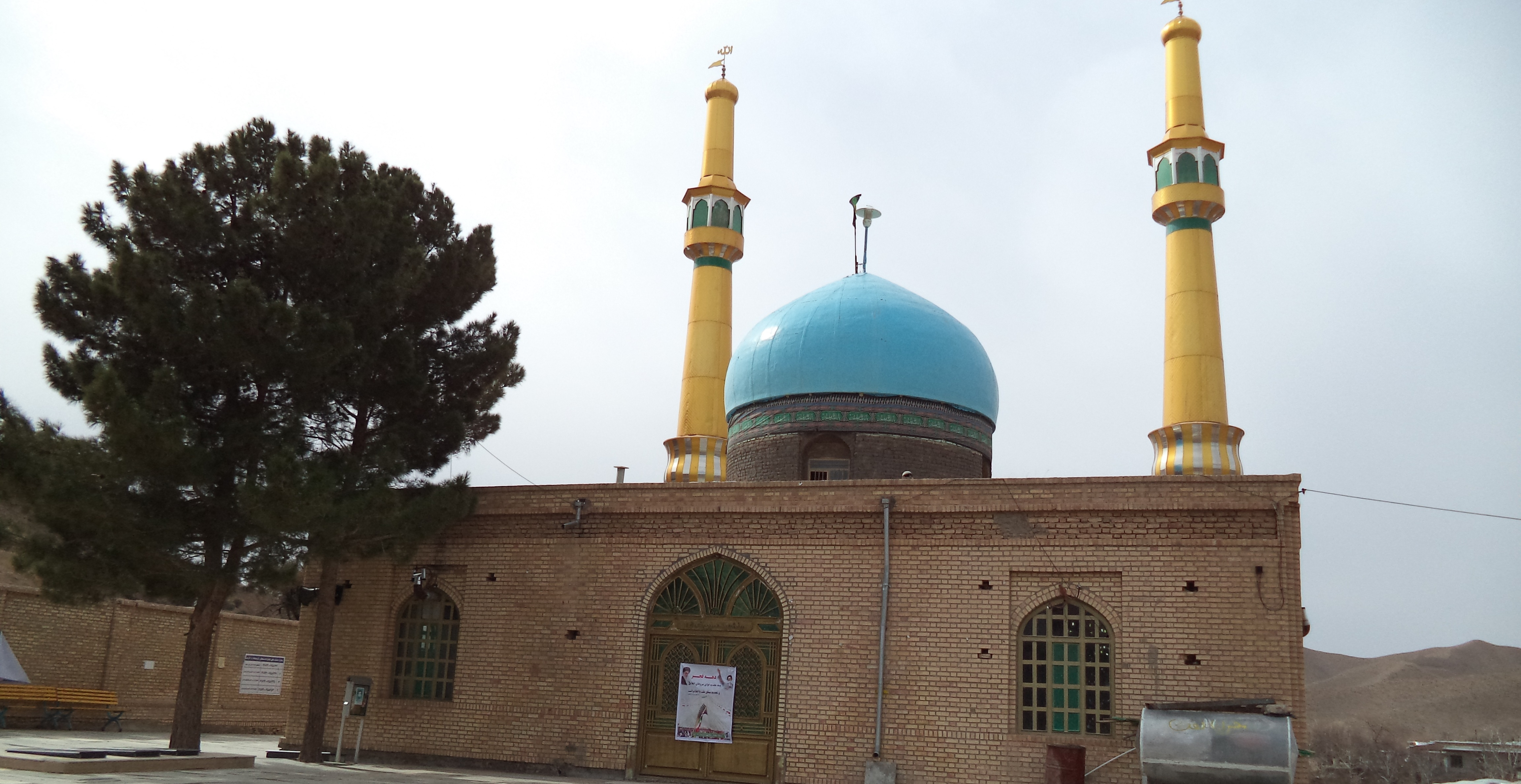
امامزاده سلطان کریمشاه کریمو

امامزاده سلطان کریم شاه